# Gil Amelio
Gilbert Frank Amelio (* 1. März 1943 in New York City) ist ein US-amerikanischer Physiker und Manager.
Amelio studierte Physik und wurde am Georgia Institute of Technology promoviert. Seit 1978 ist er ein IEEE Fellow. Im Jahr 1991 erhielt er den IEEE Masaru Ibuka Consumer Electronics Award für seinen Beitrag zur Entwicklung von CCD-Sensoren.
Er war Chief Executive Officer von National Semiconductor von 1991 bis 1996 und danach als Nachfolger von Michael Spindler CEO von Apple. Dort wurde er 1997 durch Steve Jobs ersetzt.

## Werke
- Profit from experience: The National Semiconductor story of transformation management. Van Nostrand Reinhold, New York 1996, ISBN 978-0-442-02055-2.
- On the firing line: My 500 days at Apple. Harper Business, New York 1998, ISBN 978-0-88730-918-2.